# Alagònia
Alagònia (en llatí Alagonia, en grec antic Ἀλαγονία) era una antiga ciutat de Lacònia propera a la frontera de Messènia. Sota domini romà va ser una de les ciutats dels eleutero-laconis, una federació fundada per August.
Segons Pausànies, tenia temples dedicats a Àrtemis i a Dionís. Era a trenta estadis de Gerènia però el lloc exacte es desconeix. La ciutat es va anomenar així en honor d'Alagònia, una filla de Zeus i Europa.